# Страна
Вижте пояснителната страница за други значения на Страна.
Страните са историко-географски области, разглеждани в политическата география като обособени единици. Обикновено „страна“ се използва като синоним на независима „държава“, но като страни могат да бъдат разглеждани също държави с ограничен суверенитет, бивши държави, присъединени към друга държава, колонии, както и други видове политически обособени зависими територии.